# Акнада (Цумадинский район)
Акнада (тиндин. АгьиначІи) — село в Цумадинском районе Дагестана. Входит в состав сельского поселения Тиндинский сельсовет.

## География
Село находится на реке Тиндинская, в 6,5 км к юго-востоку от центра сельского поселения — села Тинди и в 16 км к юго-востоку от районного центра — села Агвали.

## Население
| 1869 | 1888 | 1895 | 1926 | 1939 | 1970 | 1989 |
| ---- | ---- | ---- | ---- | ---- | ---- | ---- |
| 372  | ↗503 | →503 | ↗519 | ↘212 | ↘155 | ↘42  |
| 2002 | 2003 | 2004 | 2007 | 2010 | 2021 |      |
| ↗49  | ↘22  | ↗104 | ↗109 | ↗120 | ↘47  |      |

По данным Всероссийской переписи населения 2010 года в селе проживало 120 человек.
Одно из тиндинских сел в Цумадинском районе. 